# Mabiloa (Ort)
Mabiola ist ein osttimoresischer Ort im Suco Saburai (Verwaltungsamt Maliana, Gemeinde Bobonaro). Er befindet sich am Nordostrand der Aldeia Mabiloa, auf einer Meereshöhe von 861 m. Eine Straße führt nach Norden in das Nachbardorf Cossal und nach Süden in Richtung des Dorfes Atos (Suco Gildapil).